# 车轱山遗址
车轱山遗址是一处新石器时代遗址，位于湖南省岳阳市华容县三封寺镇五湖村，为高出周围水田3—5米的圆形台地，面积约1万平方米。
遗址发现于1969年，1982年和1983年冬两次试掘，试掘了300平方米，清理墓葬381座，文物2000多件。
文化层分为三期，经历了大溪文化、屈家岭文化和石家河文化三个阶段，并发现了三期文化的地层叠压关系。
墓葬距今5500—3600年之间，延续近两千年，墓葬葬式有侧身直肢、侧身屈肢、仰身直肢、仰身屈肢、二次葬等。
出土文物中屈家岭文化时期的为多，有石斧、石铖，玉璜、玉佩等。陶器有黑陶小鼎、曲腹杯、簋、双腹壶、扁腹壶、蛋壳彩陶杯和纺轮等。